# Woolooware, New South Wales
Woolooware este o suburbie în Sydney, Australia.